# Litoria nigropunctata
Espèce
Synonymes
- Hyperolius nigropunctatus Meyer, 1875 "1874"
- Hyla bernsteini Horst, 1883
- Hyla ouwensii Barbour, 1908
- Hyla nigromaculata Barbour, 1908
- Hyla atropunctata Van Kampen, 1923

Statut de conservation UICN

 LC  : Préoccupation mineure
Litoria nigropunctata est une espèce d'amphibiens de la famille des Pelodryadidae.

## Répartition
Cette espèce se rencontre du niveau de la mer jusqu'à 1 000 m d'altitude :
- en Nouvelle-Guinée dans les plaines et sur les versants nord et sud des montagnes centrales tant en Indonésie qu'en Papouasie-Nouvelle-Guinée y compris sur les îles Yapen ;
- aux Moluques sur l'île Gebe.

## Description
L'holotype mesure 27 mm.

## Publication originale
- Meyer, 1875 "1874" : Übersicht der von mir auf Neu-Guinea und den Inseln Jobi, Mysore und Mafoor im Jahre 1873 gesammelten Amphibien. Monatsberichte der Königlich Preussischen Akademie der Wissenschaften zu Berlin, p. 128-140 (texte intégral).